# Unterlind (Sonneberg)
Unterlind ist ein Stadtteil von Sonneberg im Landkreis Sonneberg in Thüringen.

## Lage
Unterlind befindet sich am südlichsten Zipfel des Stadtgebietes Sonneberg. Die ländliche Vorstadt liegt direkt an der ehemaligen deutsch-deutschen Grenze zu Bayern. Die Bundesstraße 89, die Bundesstraße 4 und die Landesstraße 3151 führen am Stadtteil vorbei.

## Geschichte

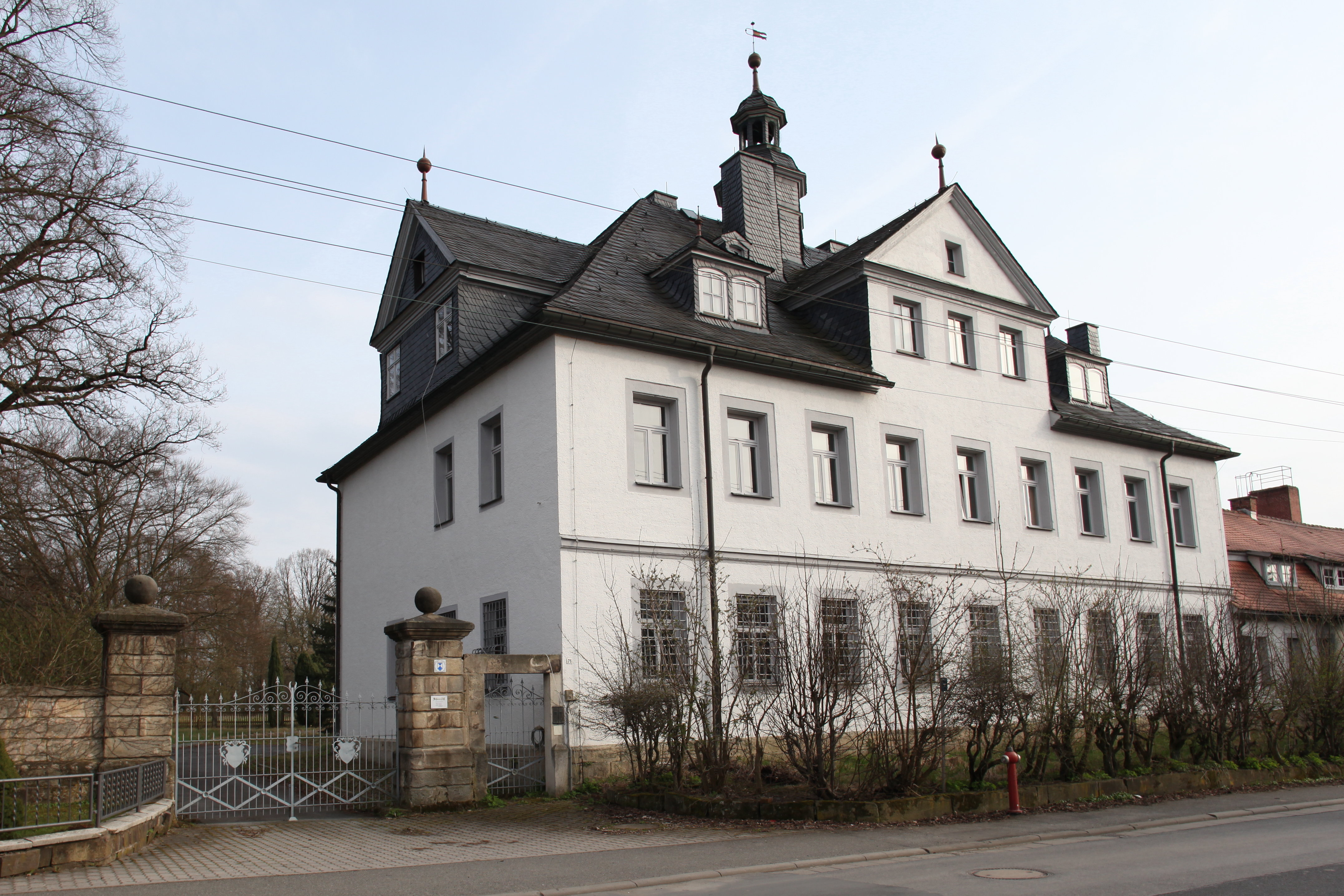
Unterlinder Schloss

Am 4. Oktober 1252 wurde das Dorf erstmals urkundlich erwähnt.
Das ländliche Umfeld wurde und wird durch die Landarbeit geprägt. Ein Rittergut ist für das 16. Jahrhundert belegt. Das Schloss Unterlind wurde 1710 für den kaiserlichen Generalfeldzeugmeister Georg Hartmann von Erffa errichtet.
Am 30. Juni 1994 wurde Unterlind nach Sonneberg eingemeindet. Der Stadtteil verfügt über Ferienwohnungen, Pensionen und eine Tierpension, sowie die Freiwillige Feuerwehr Unterlind, mit Feuerwehrverein Unterlind e. V., und den Sportverein TSV 1894 Unterlind e. V.

### Wappen
| Wappen von Unterlind | Blasonierung: „In einem durch eine erniedrigte silberne (weiße) Spitze von Blau und Gold (Gelb) gespaltenen Schild, darin drei grüne Lindenblätter in Dreipassstellung (1:2), vorn ein goldener (gelber) Adlerflug, hinten eine aufrechte rote Schafschere.“                                                          |
| Wappen von Unterlind | Wappenbegründung: Der Adlerflug entstammt dem Wappen der Herren von Erffa. Das Schloss Unterlind wurde 1710 für den kaiserlichen Generalfeldzeugmeister Georg Hartmann von Erffa erbaut. Die Schafschere erinnert an die Tradition der Schafzucht in der Gemeinde. Die Lindenblätter stehen redend für den Ortsnamen. |